# Dicranum fuscescens
Dicranum fuscescens là một loài Rêu trong họ Dicranaceae. Loài này được Turner mô tả khoa học đầu tiên năm 1804.